# Chorinaeus brevis
Chorinaeus brevis là một loài tò vò trong họ Ichneumonidae.